# Хайгануш Силгиджиян
Хайгануш Кеворк Силгиджиян-Георгиева е български психолог от арменски произход, старши научен сътрудник II ст. на БАН и професор, доктор на психологическите науки на Софийския университет.

## Биография
Родена е на 23 февруари 1941 г. в Лом. Завършва педагогика в Софийския университет. Започва работа в Софийския университет същата година. През 1970 г. защитава дисертация за кандидат на науките (сега доктор). През 1973 г. специализира във Франция. Доцент е от 1978 г., а от 1988 г. е старши научен сътрудник II ст. Членува в Европейската асоциация по психология на личността. Защитава дисертация за доктор на психологическите науки през 1996 г. на тема „Аз-концепция и психосоциална идентичност. Жизненият преход към зрелостта“ Професор става през 1998 г. През 2000 г. получава Академичната награда на БАН за монографията си „Аз-концепция и психосоциална идентичност“. Умира на 8 декември 2015 г. в София.